# Annapurna II

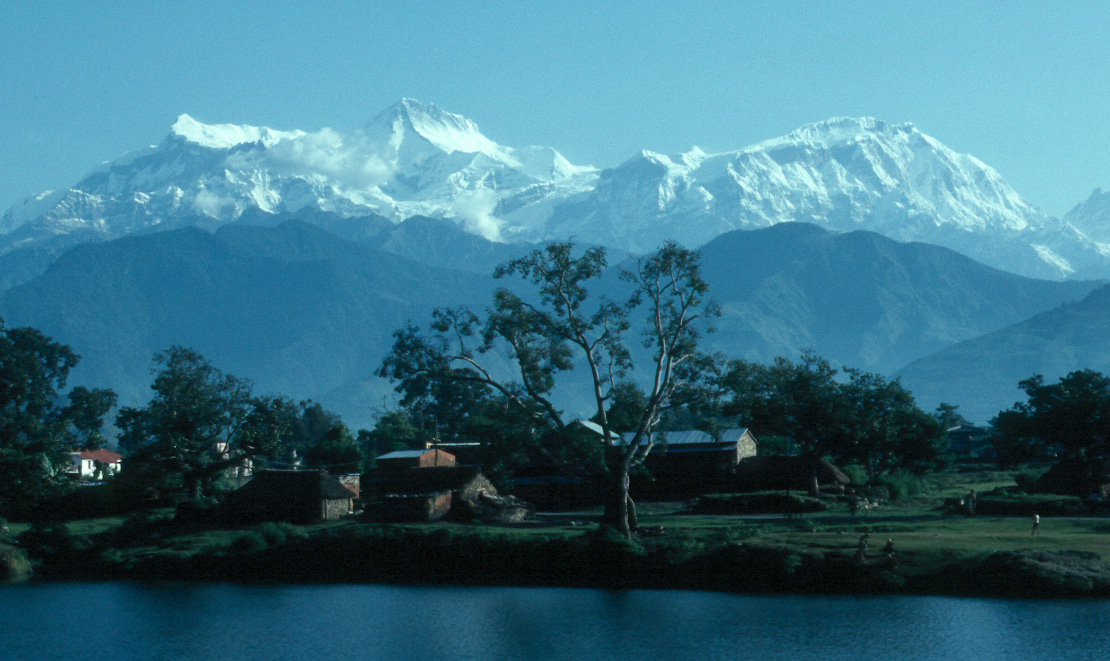
Annapurna II cu Annapurna IV (stg.) si Lamjung Himal (dr.). In fatä lacul Phewa in Pokhara

Annapurna II este un munte cu altitudinea de 7937 m, situat în masivul Himalaya, Nepal. Vârful cel mai înalt al masivului fiind Annapurna I cu altitudinea de 8091 m deasupra n.m.. Annapurna II este pe lista celor mai înalți munți din lume pe locul 16. Muntele a fost escaladat pentru prima oară de o expediție formată din nepalezi, indieni și englezi (Chris Bonington, Ang Nyima și R.H. Grant). La est de Ananpurna II se află Manaslu (8163 m), la vest este mărginit lanțul Annapurna-Himal de valea Kali Gandaki care fiind înconjurată de munți înalți de peste 8000 de m, a devenit cea mai adâncă vale din lume. Escaladarea muntelui a fost încercată deja în anul 1957 de o expediție engleză, care însă n-a fost încununată de succes. Regiunea grupei muntoase Annapurna cu valea Kali-Gandaki aparține unui proiect de protejare a regiunii numit Annapurna Conservation Area Project (ACAP). Există o cale de drumeție numită în engleză trekking care face un circuit prin Annapurna, fiind unul cele mai vizitate căi de drumeție din Nepal și care face un circuit prin Pisang, Manang, Muktinath, Jomsom, Marpha, Kalopani, Tatopani (izvor termal), Ghorepani (belvederea Poon Hill), Gandrung, Landrung, Manang. Orașul cel mai apropiat este Pokhara el fiind amplasat la sud de lanțul Annapurna.